# Молекуларна биологија
Молекуларна биологија је наука која проучава биологију на молекуларном нивоу. Међутим ова наука није уско дефинисана, већ се преклапа са природним наукама као што су биологија и хемија, а нарочито се преклапа са генетиком и биохемијом. За предмет проучавања молекуларна биологија се највише интересује за интеракције и регулације између система унутар саме ћелије, укључујући односе између ДНК, РНК, протеина и њихове биосинтезе, као и регулације тих интеракција. Пишући у часопису Nature 1961. године, Вилијам Астбури је описао молекуларну биологију као:
...не толико техника колико прилаз, приступ са становишта такозваних основних наука са водећом идејом потраге испод великих манифестација класичне биологије за одговарајућим молекуларним планом. Посебно се бави формама биолошких молекула и [...] претежно је тродимензиона и структурална – што не значи, међутим, да је то само усавршавање морфологије. У исто време мора истраживати о генезу и функцију.

## Однос према другим биолошким наукама
Молекуларни биолози користе посебне технике, односно методе, али такође комбинују молекуларне технике са техникама које припадају генетици, биохемији и биофизици. Данас више не постоји јасно дефинисана граница између биохемије, молекуларне биологије и генетике, јер се једна наука у великој мери ослања на истраживања и проналаске друге. Ове три науке се могу дефинисати на следећи начин:
- Биохемија је студија хемијских супстанци и виталних процеса који се одвијају у живим организмима. Биохемичари стављају примарни фокус на улози, функцији и структури биомолекула. Изучавање хемије у основи биолошких процеса и синтеза биолошки активних молекула су примери биохемијских активности.[4]
- Генетика је студија утицаја генетичких разлика на организме. Ове разлике се често могу уочити путем одсуства нормалне компоненте (нпр, једног гена), у студијама „мутаната” — организама са промењеним геном што доводи до тога да се организам разликује у односу на такозвани „дивљи тип” или нормални фенотип. Генетичке интеракције (епистазе) често могу да отежају једноставна тумачења таквих „нокаут” студија (уклањања или додавања гена).[5]
- Молекуларна биологија је студија молекуларне основе процеса репликације, транскрипције и транслације генетичког материјала. Централна догма молекуларне биологије према којој се генетичким материјал транскрибује у РНК и затим транслира у протеин, упркос тога што је прекомерно поједностављен приказ молекуларне биологије, још увек пружа добру почетну тачку за разумевање поља. Ово гледиште, међутим, подлеже ревизијама у светлу открића нових улога РНК.[6][1]
- Хемијска биологија настоји да развије нове алате на бази малих молекула који омогућавају минималне пертурбације биолошких система уз пружање детаљних информација о њиховој функцији. Осим тога, хемијска биологија примењује биолошке системе да креира вештачке хибриде између биомолекула и синтетичких конструкција (на пример пражњење вирусних капсида којим се може испоручити генска терапија или молекул лека).[7]

Великим делом, молекуларна биологија је квантитативна наука, и последњих година молекуларна биологија се преклапала са информатиком у биоинформатици и статистичкој биологији. Почетком 2000. године, проучавањем структуре и функције гена, интензивно је почела да се бави подгрупа молекуларне биологије молекуларна генетика, и била је међу најпроминентнијим потпољима молекуларне биологије. У све већој мери многе друге области биологије стављају фокус на молекуле, било директно студирајући саме интеракције као што су цитологија и биологија развића, или индиректно, при чему се биолошке технике користе за стицање увида у историјске особености популација или врста, као што се то чини у пољима еволуционе биологије попут популационе генетике и филогенетика. Исто тако постоји дуга традиција изучавања биомолекула „из темеља” у биофизици.

## Технике молекуларне биологије
Крајем 1950-их и почетком 1960-их молекуларни биолози су научили како да карактеришу, изолују и манипулишу молекуларним компонентама ћелија и организма. У ове компоненте спадају ДНК, РНК, блиски сродник ДНК-а чија се улога протеже од привремене копије ДНК-а до транслације и синтезе протеина, и протеини, структурно важне компоненте ћелија.

### Молекулско клонирање
Једна од најосновнијих техника молекуларне биологије у студирању протеинске функције је молекулско клонирање. У овј техници, ДНК кодирање за дати протеин клонира користећи реакцију ланчане полимеризације (PCR), и/или рестрикционе ензиме у плазмиду (вектору изражавања). Вектор има три особена својства: почетно место репликације, вишеструка места клонирања (MCS), и селективни маркер обично антибиотичке отпорности. Лоцирани испред места вишеструког клонирања су промотерски региони и места транскрипционог почетка која регулишу изражавање клонираног гена. Овај плазмид се може бити уметнут у било бактеријске или животињске ћелије. Увођење ДНК у бактеријске ћелије се може извести путем трансформације којом се уноси огољена ДНК, конјугације посредством међућелијског контакта или путем трансдукције користећи вирусни вектор. Увођење ДНК у еукариотске ћелије, као што су животињске ћелије, користећи физичка или хемијска средства се назива трансфекција. Неколико различитих трансфекционих техника је доступно, као што је калцијум фосфатна трансфекција, електропорација, микроинјекција и липозомна трансфекција. Плазмид може да буде интегрисан у геном, што доводи до стабилне трансфекције, или може да остане независтан од генома, што се назива пролазном трансфекцијом.

### Полимеризована ланчана реакција
Главни чланак: Ланчана реакција полимеразе — PCR
Полимеризована ланчана реакција је веома свестрана техника за умножавање ДНК молекула. Укратко, полимеризована ланчана реакција омогућава да се једна одабрана секвенца ДНК молекула копира милијарду пута за мање од два сата. Ова техника такође омогућава и манипулисање ДНК узорком. На пример,  може да се користи како би се убацила места на којима делују рестриктивни ензими, или да мутира унапред одређене базе ДНК, што је метод који се назива мутагенезом усмереном на место. PCR исто се тако може користити за одређивање присуства датог ДНК фрагмента у кДНК колекцији. PCR има многе варијације, као што је реверзно транскрипциона PCR (RT-PCR) за појачавање РНК, и однедавно, квантитативна  која омогућава квантитативна мерења ДНК или РНК молекула.

### Полиморфизам дужине амплифицираних фрагмената
Главни чланак: Полиморфизам дужине амплифицираних фрагмената − AFLP
Полиморфизам дужине амплифицираних фрагмената је такође један од важних алата у молекуларној биологији. Предност овог метода је могућност детекције великог броја полиморфизама на одређеним дужинама фрагмената ДНК молекула. AFLP је постао један од битнијих алата у генотипизацији која за циљ има проучавање генетског биодиверзитета.

### Анализирање ДНК резултата
Главни чланак: ДНК анализа
Након добијених резултата, потребно је тумачити добијене информације, и тиме се бави ова наука.

### Гелска електрофореза
Главни чланак: Електрофореза
Гелска електрофореза је једна од основних техника молекуларне биологије. Основна идеја је та да ДНК, РНК и протеини могу да се раздвоје користећи карактеристике електричног поља под чијим утицајем се ови молекули крећу на гелу. У електрофорези се најчешће користи желатин направљен од агарозе, и у том желатину ДНК и РНК могу да се раздвоје на основу величине. За протеине се користи посебан тип желатина. Протеини се такође могу раздвојити на основу њихове наелектрисаности, притом користећи изоелектричан желатин.

### Макромолекулско блотирање и испитивање
Термини северно, западно и источно блотирање су изведени из оног што је иницијално била молекуларно биолошка шала на рачун термина садерн блотирање, по техници коју је описао Едвин Садерн за хибридизацију обележене ДНК. Патрисија Томас, која је развила РНК блот који је затим постао познат као норден блот, заправо није користила тај термин.

## Методи
Постоји више метода молекуларне биологије:

### Изолација нуклеинских киселина
ДНК се може изоловати из сваке ћелије са једром, а у медицинској пракси најчешће се добија из лимфоцита периферне крви или бриса слузокоже уста. Извор ДНК може да буде, по потреби, и узорак хорионских ресица или амнионске течности, корен длаке, траг телесних течности (кап крви, семена течност, пљувачка) урин, ликвор, и сл. Класичан поступак изолације ДНК обухвата разлагање ћелијских и једарних мембрана, ослобађање ДНК од протеина и њено преципитовање у алкохолу (абсолитни етанол или изопропанол). Изолована ДНК представља наследни материјала из свих ћелија са једром које су се налазиле у датом узорку, и назива се укупна геномска ДНК. Ова ДНК је стабилна, може да се чува у виду воденог раствора (на +4 или -200C) дуго времена и да се користи за различите анализе. За даље анализе потребно је знати тачну концентрацију и чистоћу добијених нуклеинских киселина, што се утврђује мерењем на спектрофотометар. Квалитет изолованог материјала може се проценити и гел-електрофорезом.

### Гел-електрофореза
Овом техником постиже се раздвајање молекула ДНК или РНК у електричном пољу, када се они крећу кроз специјално припремљени желатинозни медијум, означен као гел. У пољу једносмерне струје ДНК и РНК се крећу према позитивном полу (аноди), будући да су фосфатне групе у окосници молекула носиоци негативног наелектрисања. Молекули се раздвајају пре свега сразмерно својој величини, тако да се краћи крећу брже а дужи спорије. Класични гелови за електрофорезу нуклеинских киселина су плоче израђене од агарозе или полиакриламида. Уочавање — визуелизација фрагмената се врши бојењем гелова бојама које имају афинитет за нуклеинске киселине (етидијум-бромид, сребро-нитрат).

### Рестрикционе ендонуклеазе
Рестрикционе ендонуклеазе су ензими који омогућавају прецизно и тачно дефинисано исецање молекула ДНК, и стога се користе као својеврсне „молекуларне маказе”. У лабораторијском раду, ови ензими се користе за циљано исецање молекула ДНК на фрагменте, који су названи рестрикциони фрагменти. Рестрикционе ендонуклеазе функционишу тако што у молекулу ДНК препознају специфичне низове од просечно 4-8 нуклеотида и секу ДНК на тачно одређном месту у оквиру тих низова. Места пресека се зову рестрикциона места. Региони које препознају рестрикциони ензими имају палиндромску структуру, што значи да један ланац читан слева надесно и други ланац читан здесна налево, имају исти низ нуклеотида. Крајеви исеченог фрагмената могу да буду коси — једноланчани, или заравњени, што зависи од структуре палиндромског низа и положаја рестрикционог места. Рестрикционе ендонуклеазе се означавају скраћеницама, према микроорганизму из кога потичу (нпр. EcoRI из E. coli, BglI из Bacterium bulgaricum). Постоји неколико стотина ових ензима, а сваки препознаје специфичан низ нуклеотида и у оквиру њега има своје одређно рестрикционо место. Рестрикционе ендонуклеазе се користе у припреми материјала за технологију рекомбиноване ДНК и Садерн блот, затим за анализу полиморфизама ДНК и детекцију тачкастих мутација, итд.

## Историја
Молекуларна биологија је основана као наука 1930, али само име науке је настало тек 1938. од стране Ворен Вивера. Вивер је био директор Природних Наука као подгрупа Рокфелер фондације. Вивер је веровао да је биологија у то време била на путу значајних промена и напредака, као што су рендгенска кристалографија. Због овог његовог веровања пуно новца из Рокфелер фондације је утрошено на биологију и сродне јој науке.

## Познати молекуларни биолози
- Розалинда Френклин
- Франсис Крик
- Џејмс Д. Вотсон